# St. Ägidius (Mölsheim)

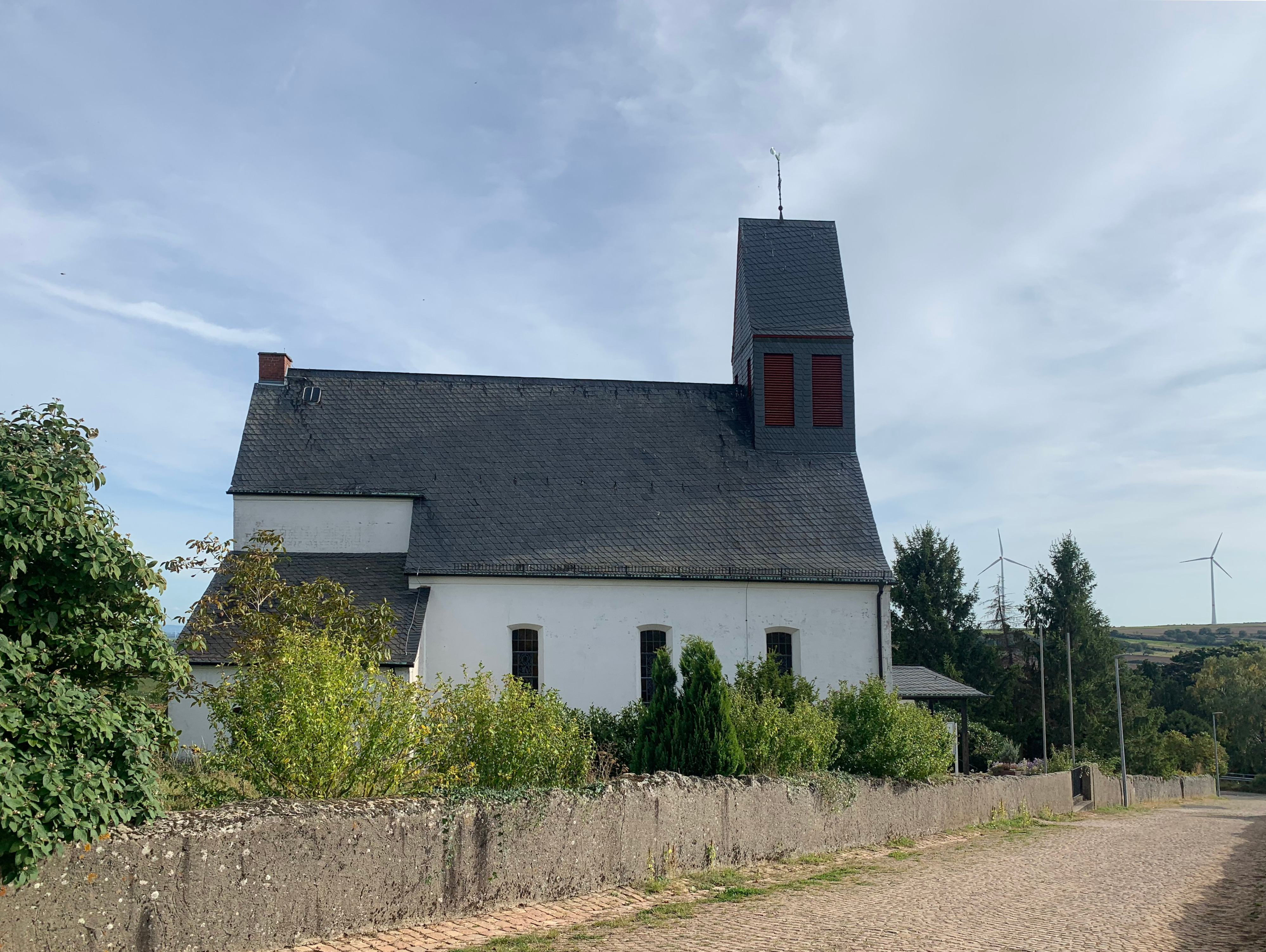
Mölsheim, St. Ägidius

Die Ägidius-Kirche in Mölsheim wurde am 3. Mai 1936 durch Bischof Albert Stohr eingeweiht, nachdem die alte Kirche aufgrund geologischer und morphologischer Baugrundwanderungen aufgegeben werden musste. Die Kirche befindet sich am Ende des Ortes auf der rechten Seite „In der Hohl“.

## Geschichte
Im Erzbistum Mainz werden vor der Reformation zwei Kirchenbauten für Mölsheim erwähnt. Die kleinere Nikolauskapelle wurde bereits vor der Reformation aufgegeben. Ab 1685 wurde durch die Ortsherren zwangsweise ein Simultaneum mit der reformierten Kirche eingeführt. Die Kirche stand damals unter dem Patrozinium des heiligen Ägidius. Dieses Gotteshaus wurde bereits zum Beginn des Pfälzischen Erbfolgekrieges 1689 zerstört. 1740 ließ die etwa 150 Katholiken umfassende Kirchengemeinde ein neues Gotteshaus mit 120 Sitzplätzen und einem schönen barocken Holzaltar errichteten. Das Patrozinium des Ägidius wurde beibehalten. 1922 wurden erste Schäden am Kirchengebäude festgestellt, die durch den wandernden Untergrund wegen der Hanglage Mölsheims verursacht wurden. 1933 wurde das Gotteshaus baupolizeilich wegen Einsturzgefahr gesperrt und in den folgenden Monaten neben anderen stark beschädigten Bauten in der Umgebung abgerissen.
Das heutige Gebäude wurde nach eingehender geologischer Risikobewertung 1935 durch die ortsansässige Baufirma Philipp Obenauer errichtet.

## Ausstattung
Die alte Bestuhlung und die Orgel wurden wieder in die heutige Kirche eingebaut.